# 墨爾本市中心
墨爾本市中心（英語：Melbourne City Centre），亦稱墨爾本中央商業區（Melbourne central business district或Melbourne CBD）、中央商业区（the CBD）或城里（the City），為澳大利亞維多利亞州首府墨爾本大都会地区的市中心，是州內地標建築、市民公園、文化建築和觀光飯店林立的首善之區。墨尔本市中心座落於雅拉河下游河口段的兩岸，行政上归属墨爾本市（City of Melbourne）的地方政府管辖，乃維多利亞州政府和墨爾本市政府的所在地。2006年根據澳大利亞統計局數據，人口有20,361。

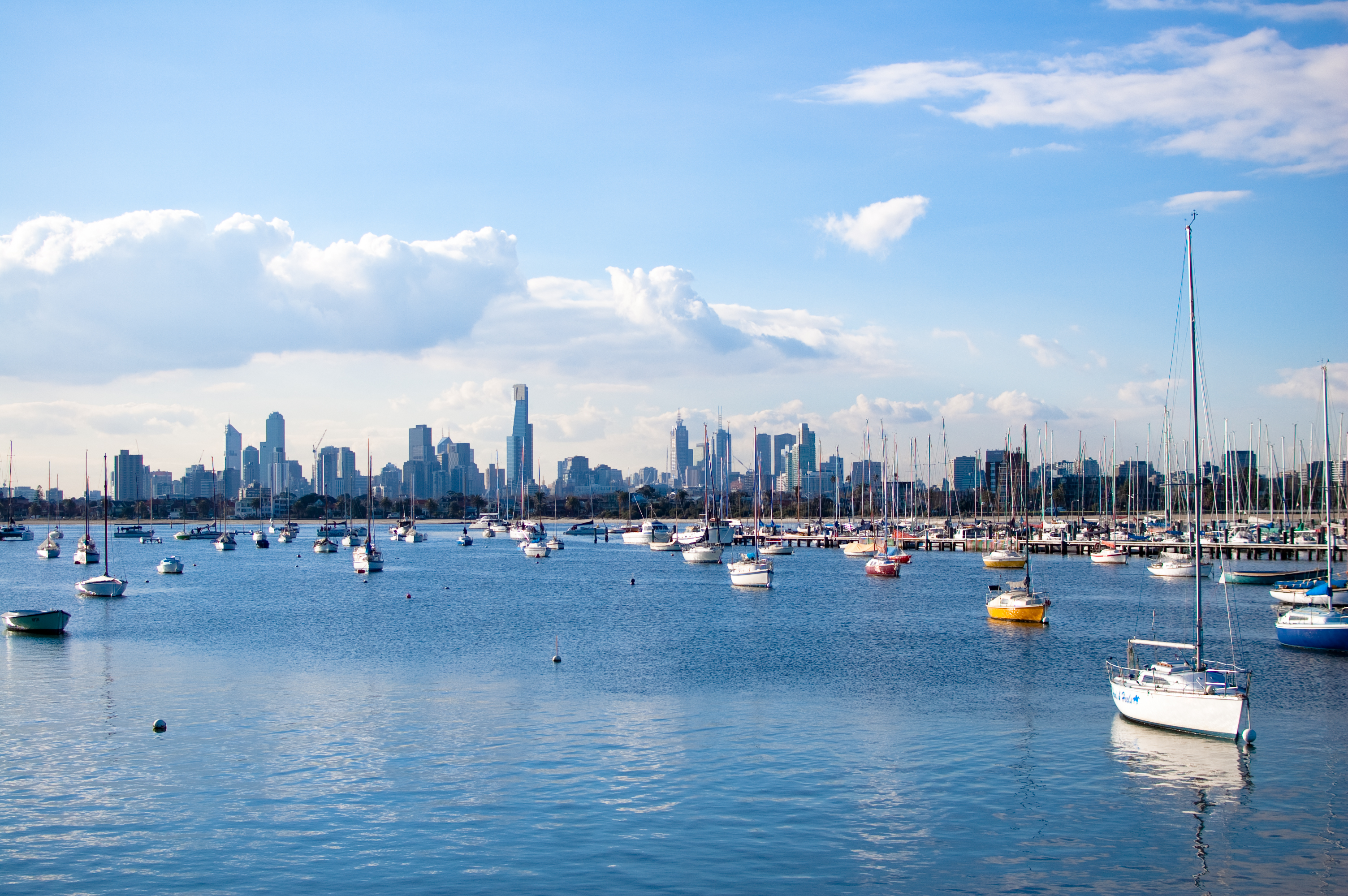
自圣科爾達遠眺墨爾本中央商務區

墨爾本市中心內有許多以維多利亞風格著稱的建築、佔地廣大的公園和花園、各種文化社團也是市內鐵路的中心。百餘年來此地歷經了多項國際盛事，包括澳大利亞國會1901年定於此、1956年墨爾本奧運會、1981年大英國協政府領袖會議、2000年世界經濟論壇，以及2006年G20第8次會議。

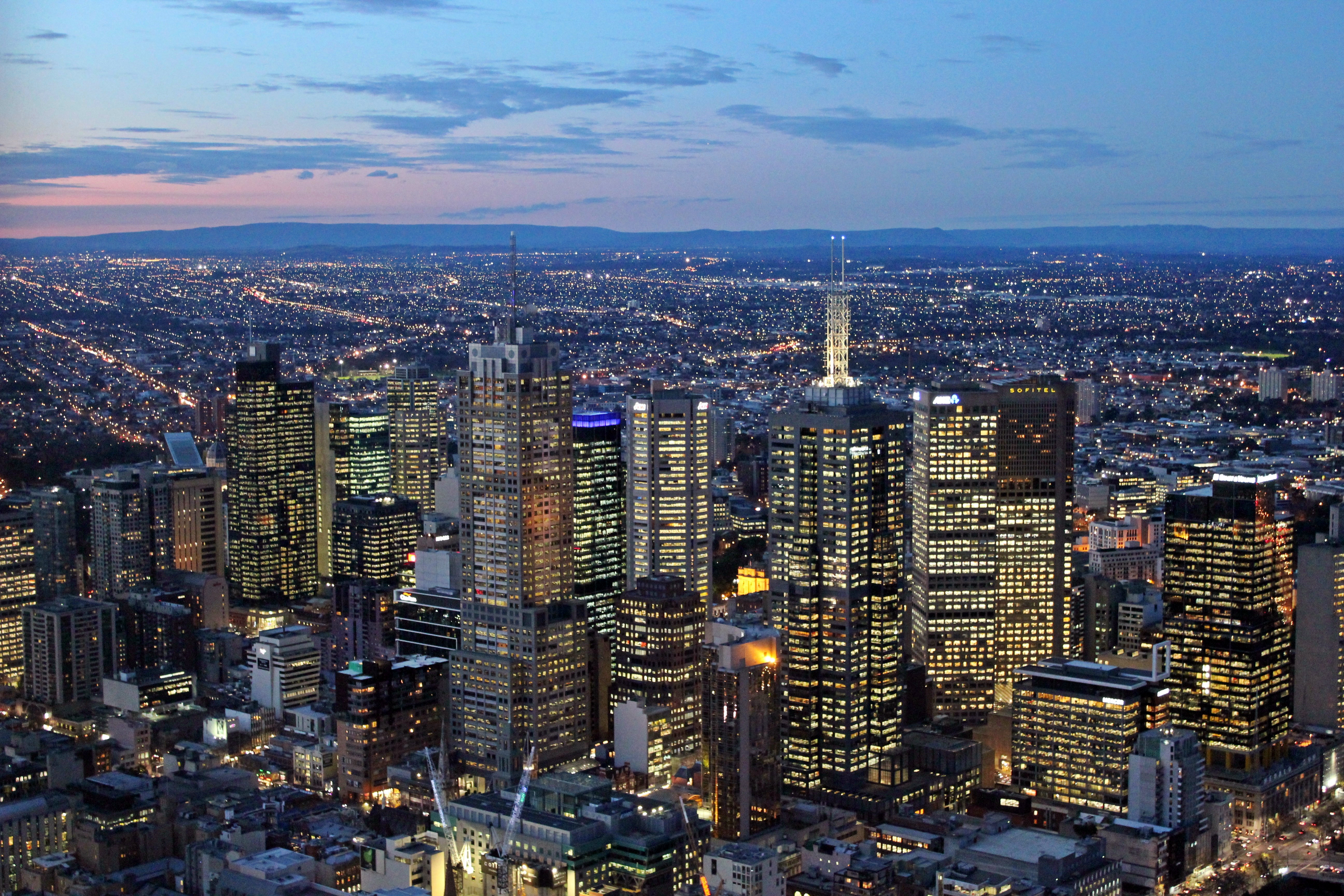
中央商务区

儘管市中心是墨爾本大都會內的首善之區，人口密度上卻非是最密集之區。傳統上，墨爾本都心的多數居民為中產階級，但近年來亦有收入較高如商務和年輕專業人士等教育程度高者隨著都市計畫的改變而進駐高級公寓大廈，對州內人口結構带来影響，同時也帶來了新的發展契機。

## 外部連結
- 墨爾本都心的歷史